# Ryder Cup 1973
Navigation
1971 1975
la 20e édition de la Ryder Cup a eu lieu au Muirfield à Gullane, East Lothian en Écosse.
L'équipe des États-Unis remporte la compétition sur le score de 19 à 13.
Pour cette édition, le Royaume-Uni est désormais accompagné de l'Irlande pour affronter les États-Unis.

## Composition des équipes
| Royaume-Uni et Irlande - Capitaine: - Bernard Hunt Angleterre - Joueurs: - Brian Barnes Écosse - Bernard Gallacher Écosse - Peter Butler Angleterre - Tony Jacklin Angleterre - Neil Coles Angleterre - Christy O'Connor Irlande - Maurice Bembridge Angleterre - Peter Oosterhuis Angleterre - Brian Huggett Pays de Galles - Clive Clark Angleterre - Eddie Polland Irlande du Nord | États-Unis - Capitaine: - Jack Burke Jr. - Joueurs: - Billy Casper - Tom Weiskopf - Homero Blancas - Tommy Aaron - Gay Brewer - J. C. Snead - Jack Nicklaus - Lee Trevino - Lou Graham - Juan "Chi-Chi" Rodríguez - Arnold Palmer - Dave Hill |

## Compétition

### foursomes
B W Barnes & B J Gallacher - L Trevino & W J Casper :  1 up
C O'Connor & N C Coles - T Weiskopf & J C Snead :  3 et 2
A Jacklin & P A Oosterhuis - J Rodriguez & L Graham : égalité
M E Bembridge & E Polland - J W Nicklaus & A Palmer :  6 et 5

### 4 balles meilleure balle
B W Barnes & B J Gallacher - T Aaron & G Brewer :  5 et 4
M E Bembridge & B Huggett - A Palmer & J W Nicklaus :  3 et 1
A Jacklin & P Oosterhuis - T Weiskopf & W J Casper :  3 et 1
C O'Connor & N C Coles - L Trevino & H Blancas :   2 et 1

### foursomes
B W Barnes & P J Butler - J W Nicklaus & T Weiskopf :  1 up
P A Oosterhuis & A Jacklin - A Palmer & D Hill :  2 up
M E Bembridge & B Huggett - J Rodriguez & L Graham :  5 et 4
N C Coles & C O'Connor - L Trevino & W Casper :  2 et 1

### 4 balles meilleure balle
B W Barnes & P J Butler - J C Snead & A Palmer :  2 up
A Jacklin & P A Oosterhuis - G Brewer & W Casper :  3 et 2
C Clark & E Polland - J W Nicklaus & T Weiskopf :  3 et 2
M E Bembridge & B Huggett - L Trevino & H Blancas : égalité

### Simples
matinée 
B W Barnes - W J Casper :  2 et 1
B J Gallacher - T Weiskopf :  3 et 1
P J Butler - H Blancas :  5 et 4
A Jacklin - T Aaron :  3 et 1
N C Coles - G Brewer : égalité
C O'Connor - J C Snead :  1 up
M E Bembridge - J W Nicklaus : égalité
P A Oosterhuis - L Trevino : égalité
 après midi 
B Huggett - H Blancas :  4 et 2
B W Barnes - J C Snead :  3 et 1
B J Gallacher - G Brewer :  6 et 5
A Jacklin - W J Casper :  2 et 1
N C Coles - L Trevino :  6 et 5
C O'Connor - T Weiskopf : égalité
M E Bembridge  J W Nicklaus :  2 up
P A Oosterhuis - A Palmer  4 et 2